# Gong Zhichao
Gong Zhichao (chinesisch 龚智超, Pinyin Gōng Zhìchāo, * 15. Dezember 1977 in Anhua, Yiyang, Provinz Hunan) ist eine aus der Volksrepublik China stammende Badmintonspielerin.
1998 gewann Zhichao bei den Asienspielen in Bangkok die Silbermedaille im Einzelwettbewerb der Frauen. Sie unterlag im Finale der Japanerin Kanako Yonekura. Bei den Olympischen Sommerspielen 2000 in Sydney zog sie in das Finale im Einzelwettbewerb der Frauen ein. Mit dem Finalsieg über die Dänin Camilla Martin wurde Gong Zhichao Olympiasiegerin.
In ihrer Karriere gewann sie die Einzelwettbewerbe der All England Open, Malaysia Open und Japan Open.

## Sportliche Erfolge
| Saison | Veranstaltung      | Disziplin   | Platz | Name                      |
| ------ | ------------------ | ----------- | ----- | ------------------------- |
| 1996   | Asienmeisterschaft | Dameneinzel | 1     | Gong Zhichao              |
| 1996   | Denmark Open       | Dameneinzel | 1     | Gong Zhichao              |
| 1997   | Japan Open         | Dameneinzel | 2     | Gong Zhichao              |
| 1997   | Swedish Open       | Dameneinzel | 1     | Gong Zhichao              |
| 1997   | Japan Open         | Damendoppel | 5     | Zhang Ning / Gong Zhichao |
| 1997   | China Open         | Dameneinzel | 1     | Gong Zhichao              |
| 1997   | Weltmeisterschaft  | Dameneinzel | 2     | Gong Zhichao              |
| 1997   | All England        | Dameneinzel | 2     | Gong Zhichao              |
| 1998   | Asienmeisterschaft | Dameneinzel | 2     | Gong Zhichao              |
| 1998   | Swedish Open       | Dameneinzel | 2     | Gong Zhichao              |
| 1998   | Asienspiele        | Dameneinzel | 2     | Gong Zhichao              |
| 1998   | Japan Open         | Dameneinzel | 1     | Gong Zhichao              |
| 1998   | All England        | Dameneinzel | 3     | Gong Zhichao              |
| 1999   | Weltmeisterschaft  | Dameneinzel | 9     | Gong Zhichao              |
| 1999   | China Open         | Dameneinzel | 3     | Gong Zhichao              |
| 1999   | Asienmeisterschaft | Dameneinzel | 3     | Gong Zhichao              |
| 1999   | Japan Open         | Dameneinzel | 2     | Gong Zhichao              |
| 2000   | Olympia            | Dameneinzel | 1     | Gong Zhichao              |
| 2000   | Thailand Open      | Dameneinzel | 3     | Gong Zhichao              |
| 2000   | Malaysia Open      | Dameneinzel | 1     | Gong Zhichao              |
| 2000   | All England        | Dameneinzel | 1     | Gong Zhichao              |
| 2000   | Copenhagen Masters | Dameneinzel | 1     | Gong Zhichao              |
| 2000   | Japan Open         | Dameneinzel | 1     | Gong Zhichao              |
| 2001   | Weltmeisterschaft  | Dameneinzel | 3     | Gong Zhichao              |
| 2001   | China Open         | Dameneinzel | 3     | Gong Zhichao              |
| 2001   | All England        | Dameneinzel | 1     | Gong Zhichao              |